# Rolf Biland
Rolf Biland (Baden, 1 april 1951) is een voormalig Zwitsers motorcoureur.
Met zeven wereldtitels in de hoogste klasse is Biland de op-twee-na succesvolste zijspancoureur, achter Steve Webster, die tien titels behaalde en Tim Reeves, die er acht behaalde, waarvan twee in de Zijspan F1 (600cc) klasse. Tijdens zijn carrière behaalde hij 81 overwinningen en is daarmee de succesvolste renner, voor Steve Webster met 62.

Naast zijn carrière in de motorsport reed Biland ook enkele races in de autosport. In 1983 en 1984 reed hij zeven races in de Formule 2.
Later richtte hij het bedrijf Bilandevents op, dat evenementen in het kader van gemotoriseerde- en watersporten organiseert voor verenigingen en individuen. Men kan het bedrijf inhuren om met karts te rijden en verschillende soorten waterski-sporten beoefenen. Bakkenist Kurt Waltisperg heeft een soortgelijk bedrijf, Waltisperg-Events.

## Carrière
Biland begon zijn motorsportcarrière in 1970 in eerste instantie als bakkenist. Twee jaar later nam hij plaats op de bestuurdersplek.

### Wereldkampioenschap wegrace

#### 1974, CAT-Crescent
In het seizoen 1974 debuteerde hij in het wereldkampioenschap wegrace met een door Rudi Kurth gebouwde driecilinder CAT-Crescent-zijspancombinatie met Freddy Freiburghaus als bakkenist. Hij startte slechts in twee races, de GP van Oostenrijk (achtste) en de Grand Prix-wegrace der Naties 1974 (tweede). Hij sloot het wereldkampioenschap af als negende.

#### 1975, Seymaz-Yamaha
In het seizoen 1975 kwam Biland aan de start met de nieuwe Seymaz-combinatie met Yamaha TZ 500-blok. Deze machine had een monocoque-frame en veel autotechniek, zoals de wielophanging. Hij won de GP van Duitsland. Tijdens de training van de TT van Assen raakte Freddy Freiburghaus geblesseerd, maar met vervanger Bernd Grube werd Biland toch tweede in de race. Hij werd derde in het wereldkampioenschap.

#### 1976, Seymaz-Yamaha
In het seizoen 1976 begon de samenwerking met de Britse bakkenist Kenny Williams. Ze wonnen samen de GP van Frankrijk en werden derde in de GP van Tsjecho-Slowakije en vierde in de GP van Duitsland, maar vielen ook vaak uit met motorpech. Daardoor sloten ze het seizoen als vierde af.

#### 1977, Schmid-Yamaha
In het seizoen 1977 moest Biland zijn Seymaz-Yamaha noodgewongen verkopen aan George O'Dell. Zelf kocht hij een Schmid-Yamaha, waarmee hij toch vaak sneller was dan O'Dell. Hij won de GP van Oostenrijk ondanks een slechte start, en vervolgens ook de Duitse GP en de TT van Assen. De strijd tussen Biland/Williams en O'Dell/Holland bleef spannend tot de laatste race. O'Dell werd daarin derde en Biland slechts achtste. Biland werd tweede in het wereldkampioenschap.

#### 1978, TTM-Yamaha/BEO-Imagine 77A-Yamaha (eerste wereldtitel)
Biland/Williams begonnen het seizoen 1978 met de door Ernst Trachsel gebouwde TTM-Yamaha. Ze wonnen de GP van Oostenrijk.

##### BEO
Bij de GP van Frankrijk verscheen Biland met zijn nieuwe, spectaculaire BEO-Yamaha aan de start. Hoewel er regen dreigde startte iedereen op slicks en Biland beperkte zich de hele race tot het op enkele meters volgen van Alain Michel/Stu Collins. Het leverde een vreemd gezicht op: Collins die volop moest turnen om de Seymaz-Yamaha op de baan te houden, terwijl achter hem Kenny Williams als een werkloze passagier in het "zijspan" van Biland zat. Pas in de laatste ronde ging Biland simpel voorbij aan Michel om de race te winnen. Mac Hobson/Kenny Birch eindigden als derde. Kenny Williams realiseerde zich pas na de race waar hij zich mee had ingelaten: "Ik word liever derde met de TTM dan eerste met de BEO. Als we in Assen starten met de BEO moet ik me weer staan schamen op het erepodium". Biland verklaarde zelf over het "zittend werk" van Williams: "Ik wil Kenny wel vragen om te doen alsof hij moet turnen, als hij maar niet voor de opschriften van de sponsors gaat hangen." Tijdens de GP des Nations organiseerden Biland's collega's een protestactie tegen de BEO. Biland leek niet erg onder de indruk, want nadat Werner Schwärzel enige ronden aan de leiding had gereden nam hij het initiatief over. Hier bleek dat de zware BEO wel wat snelheid tekortkwam, maar dit in de bochtige gedeelten en op de rempunten ruimschoots goed kon maken. Hij won dan ook opnieuw. In de TT van Assen viel Biland uit met ontstekingsproblemen. Op het hogensnelheidscircuit van Spa-Francorchamps reed Biland met de snellere TTM-Yamaha, maar op het natte circuit werd hij er slechts derde mee. In de Britse GP werd hij met de BEO tweede. In de GP van Duitsland viel hij met de BEO al in de derde ronde uit. Tot vreugde van het publiek, want de BEO was erg controversieel en vooral de Duitse rijders hadden ertegen geprotesteerd. Met de TTM-Yamaha werd Biland tweede in de GP van Tsjecho-Slowakije. Dat was genoeg voor zijn eerste wereldtitel. Na deze race brak de hel los in het zijspankamp. Behalve Rolf Biland zelf was er niemand te vinden die blij was met de verschijning van de BEO 77A. En dat terwijl Werner Schwärzel, Göte Broding en Mac Hobson door de bouwers Beat Schmid en Guido Sieber in 1977 waren uitgenodigd voor proefritten. Wereldkampioen George O'Dell zei nog voor het seizoen: "Een technisch meesterwerk, maar Rolf zal er alleen in het rennerskwartier opzien mee baren. Om mee te rijden vind ik het maar niks". Na drie GP's bestelde O'Dell, hoewel hij het nog steeds niks vond, een BEO, omdat hij wel moest. Bakkenist Wolfgang Kalauch dreigde met een boycot van de TT van Assen en vond dat alle bakkenisten solidair moesten zijn. Kenny Williams, de bakkenist van Biland, vond het ook maar niks dat hij gewoon in zijn stoeltje kon blijven zitten. Na dit toch succesvolle seizoen beëindigde hij zijn carrière.

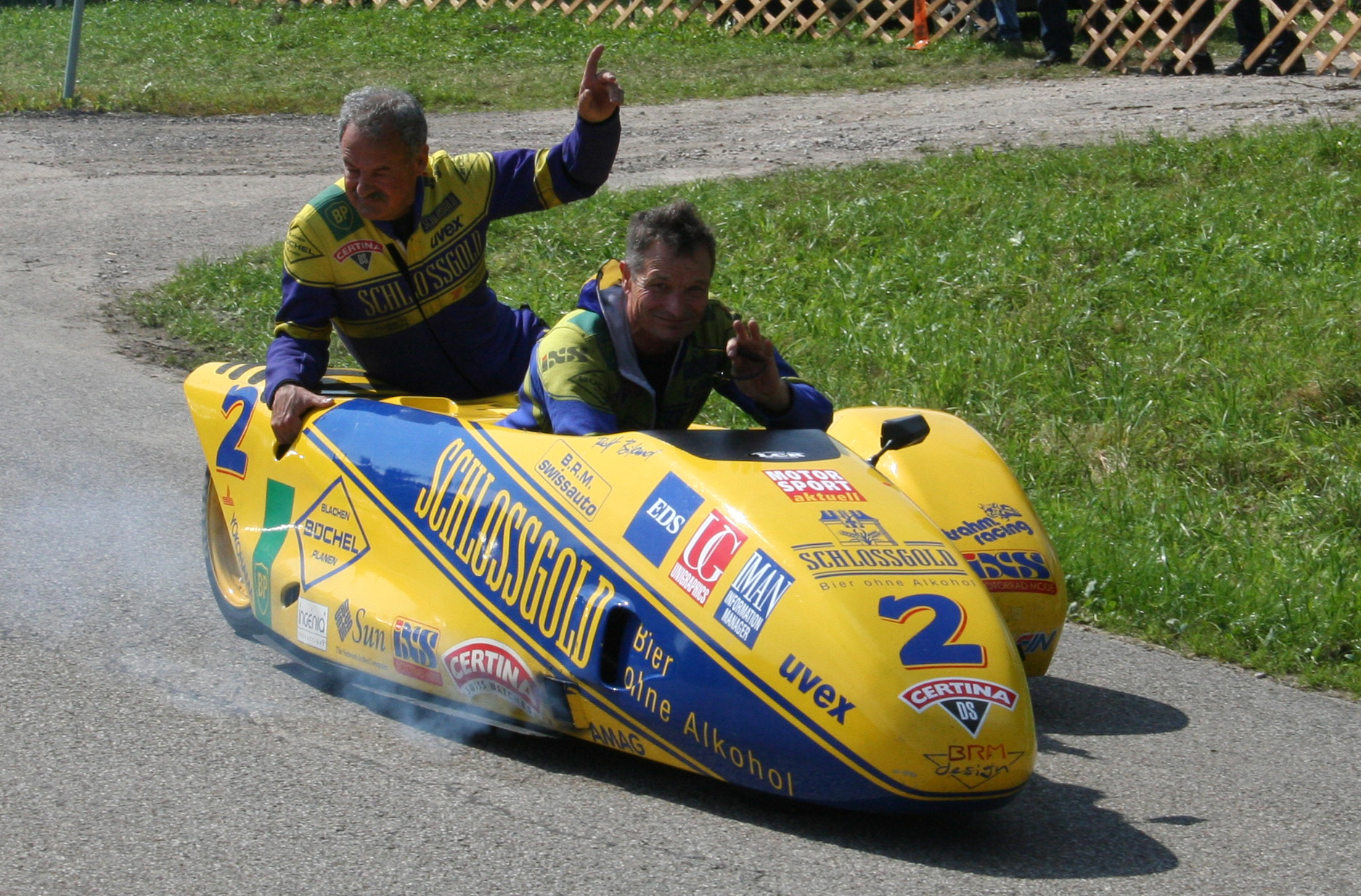
Rolf Biland en Kurt Waltisperg tijdens de Oldtimer Grand Prix (Schwanenstadt 2014) met de BRM-Swissauto-combinatie uit 1996. Deze combinatie werd in 2022 nog steeds gebruikt voor "Taxifahrten", waar iedereen tegen betaling als bakkenist kon fungeren.

Tegen het einde van het seizoen, bij de Britse en de Duitse GP's, vonden er vergaderingen plaats met de technische commissie van de FIM, waaruit een aantal voorstellen kwam:
- 1. De afwijking in spoor tussen het voor- en achterwiel niet groter dan 75 mm.
- 2. Eén aangedreven wiel
- 3. Geen naafbesturing en geen "auto"- wielophanging
- 4. Slechts één wiel bestuurbaar
- 5. Vastgestelde plaats van de motor (tussen voor- en achterwiel)
- 6. Maximale breedte van de banden

Er werd gezegd dat een aantal zijspancoureurs deze vergaderingen kwaad had verlaten. Dat was niet zo vreemd, want het grootste deel van deze wijzigingen betrof ook hun eigen combinaties. Sterker nog: de BEO had geen meesturend zijspanwiel omdat dit op dezelfde lijn als het achterwiel zat. De meeste andere combinaties hadden wel meesturende zijspanwielen. Men had vaak al bestellingen geplaatst voor 1979 en berekende dat deze wijziging de klagende coureurs zelf in totaal ongeveer 1.500.000 gulden zou gaan kosten. Er waren op dat moment 8 BEO-combinaties (ƒ 80.000,=per stuk), 18 Seymaz-combinaties en nog enkele TTM- en LCR-combinaties in aanbouw of besteld, en die waren ineens allemaal verboden. Men had zichzelf in de voet geschoten, en toen de FIM deze regels in haar najaarsvergadering bevestigde konden van de top acht alleen Werner Schwärzel (Fath) en Dick Greasley (Busch) hun combinaties houden. Een spoedvergadering begin december 1978 resulteerde in twee zijspanklassen voor 1979: B2A: De zijspancombinaties die voldeden aan de nieuwe reglementen, en B2B: De zijspancombinaties die daar nog niet aan voldeden (BEO, Seymaz, LCR en TTM).

#### 1979
Na alle commotie die was ontstaan door Rolf Biland's BEO-combinatie stelde de FIM in 1979 twee klassen in: de B2A-klasse voor conventionele zijspancombinaties met slechts één sturend wiel en één aangedreven wiel (door Biland consequent "veteranenklasse" genoemd), en de B2B, waar nieuwe constructies waren toegestaan. Het reglement was voor meerdere interpretaties vatbaar. Daardoor was er steeds onenigheid met coureurs die hun B2B-combinaties probeerden aan te passen aan het B2A-reglement. Dat was ook een van de oorzaken dat het seizoen van Biland pas laat op gang kwam: hij kreeg zijn B2A-combinatie aanvankelijk niet door de keuring. Biland begon zijn lange samenwerking met bakkenist Kurt Waltisperg.

##### B2A, Schmid-Yamaha (tweede wereldtitel)
Rolf Biland/Kurt Waltisperg konden niet in de B2A-klasse van de GP van Oostenrijk starten omdat hun Schmid-combinatie door ziekte van constructeur Hermann Schmid nog niet klaar was. Daarom probeerde Biland in de GP van Duitsland met een aangepaste TTM-Yamaha te starten, maar zijn combinatie werd afgekeurd. Pas in de TT Assen verscheen bij met zijn Schmid-Yamaha, en hij won prompt. In de GP van België werd hij tweede. In de GP van Zweden moest hij een tussentijdse pitstop maken, maar hij werd toch nog derde. Hij won de Britse Grand Prix. In de GP van Tsjecho-Slowakije zag Biland het wrak van de machine van Rolf Steinhausen en Kenny Arthur in de berm liggen. Hij wist nu dat hij slechts vierde hoefde te worden om wereldkampioen te worden, maar hij won ook deze race.

##### B2B, LCR-Yamaha
De B2B-klasse was bij de organisatoren van de WK-races niet populair. Om voldoende resultaten te krijgen werden races vaak buiten het WK om verreden. Biland nam aan de B2B-klasse deel met een LCR-Yamaha. Hij won de GP van Oostenrijk en de race in Frankrijk, die samen met de Formule 750 werd verreden. Hij viel uit in de Britse Grand Prix, maar won ook een race in Duitsland die gecombineerd werd met het Duitse kampioenschap. Ook de officiële GP van Frankrijk wist hij te winnen en hij werd tweede in Assen, opnieuw gecombineerd met de Formule 750. Toch eindigde hij het seizoen slechts als tweede achter Bruno Holzer/Karl Meierhans, die uitsluitend tweede plaatsen had gescoord, maar nooit was uitgevallen.

#### 1980, LCR-Krauser-Yamaha
In het seizoen 1980 waren de twee klassen verleden tijd. Er werd gereden met min of meer gestandaardiseerde zijspancombinaties. Biland/Waltisperg werden opgenomen in het uitgebreide team van Mike Krauser, samen met collega-zijspanrijders Werner Schwärzel/Hermann Huber en Toni Mang, die in de 250- en de 350cc-klasse uitkwam. Biland/Waltisperg wonnen de GP van Frankrijk en de GP van Joegoslavië, maar vielen in de TT van Assen uit met versnellingsbakproblemen. Tijdens de GP van België kreeg Biland schakelproblemen door een knellende laars. Hij stopte in de pit, trok de laars uit en met alleen een sok werd hij alsnog derde. Tijdens de GP van Finland werd hij vierde nadat hij tijdens de race zijn zijspanwiel moest laten vervangen. In de Britse Grand Prix viel hij uit door een vastloper. Daardoor werden Jock Taylor/Benga Johansson wereldkampioen. Taylor/Johansson kregen in de GP van Tsjecho-Slowakije een vastloper. Die race werd gewonnen door Biland/Waltisperg. Tijdens de GP van Duitsland moest Biland opgeven omdat hij zijn banden wilde vervangen door regenbanden, die niet voorradig bleken te zijn. Hij sloot het seizoen af als tweede.

#### 1981, LCR-Krauser-Yamaha (derde wereldtitel)
De verschillende zijspanfabrikanten deden in 1981 niet veel voor elkaar onder. De titelstrijd ging tussen de LCR van Rolf Biland/Kurt Waltisperg, de Seymaz van Alain Michel/Michael Burkhardt en de Windle van Jock Taylor/Benga Johansson. Biland had in het begin van het seizoen veel pech, maar ontdekte in Frankrijk dat de machine van Egbert Streuer sneller was. Streuer had niet veel aan zijn Yamaha veranderd, terwijl Biland dat juist wel had gedaan. Hij besloot terug te keren naar een meer standaard motor. Hij werd derde in de TT van Assen na een pitstop, maar verloor daarna geen enkele race meer en hij werd in de Zweedse Grand Prix al wereldkampioen.

#### 1982, LCR-Krauser-Yamaha
Het seizoen 1982 zou zeer rommelig verlopen, vooral door de warrige organisatie van de Finse Grand Prix en de FIM, die zich te laat realiseerde dat men daar ten onrechte geen punten had toegekend. Voor Biland begon het seizoen voortvarend, zo voortvarend, dat hij het zich veroorloofde zijn tegenstanders enkele malen te vernederen. Zijn nieuwe, speciaal gestroomlijnde LCR-Yamaha was in de trainingen altijd seconden sneller dan de concurrentie. Hij won de Oostenrijkse Grand Prix met overmacht. Toen hij tijdens de TT van Assen bijna een minuut voorsprong had, zette hij zijn combinatie voor de finish stil om haar vervolgens over de streep te duwen. Tijdens de Belgische Grand Prix maakte hij het nog bonter. Hij reed de pit in om een praatje te maken met zijn monteurs, reed vervolgens de baan op en passeerde Derek Jones, Jock Taylor, Werner Schwärzel en Egbert Streuer en won met bijna 20 seconden verschil. Tijdens de Britse Grand Prix viel hij echter uit met motorpech, waardoor Schwärzel hem tot vijf punten naderde. Hij reed toen al met een blessure: tijdens een motorcross met vrienden had hij een pols gebroken. Hij won vervolgens de Zweedse Grand Prix. Tijdens de Finse Grand Prix regende het zo hard, dat zelfs de solorijders last hadden van aquaplaning. Voor de zijspanrijders met hun brede banden was de baan droog al gevaarlijk, maar nat nog veel gevaarlijker. Het kostte het leven aan Jock Taylor, maar na zijn ongeval duurde het nog enkele ronden alvorens de race werd afgevlagd. Er werden geen WK-punten toegekend. Op 29 augustus werd de GP van Tsjecho-Slowakije verreden. Biland viel uit en Schwärzel werd tweede en nam daardoor de leiding in de WK-stand, vier punten voor Biland. Toch ging Biland met een gerust hart naar de GP van San Marino. Hij had al vijf GP's gewonnen, Schwärzel geen enkele. Tijdens de trainingen brak hij echter een sleutelbeen door een ongeluk die zijn boze passagier Waltisperg "een beginnersfout" noemde. Schwärzel werd tweede en had nu zestien punten voorsprong op Biland. Hij vierde de wereldtitel dan ook. Hoewel er nog een GP verreden moest worden, was hij niet meer in te halen. Pas een week later realiseerde men zich bij de FIM dat er in Finland een fout was gemaakt. Men had halve punten moeten toekennen. Biland had die race gewonnen en kreeg dus 7½ punt toegekend, Schwärzel was derde en kreeg 5 punten. Daardoor was het verschil nog maar 13½ punt. Biland had nog een theoretische kans op de wereldtitel, maar Schwärzel had aan de negende plaats genoeg om wereldkampioen te worden, zelfs als Biland won. Biland won de race, maar Schwärzel werd zesde en daarmee wereldkampioen zonder een enkele race gewonnen te hebben.

#### 1983, LCR-Krauser-Yamaha (vierde wereldtitel)
Zoals ook in het voorgaande seizoen waren Rolf Biland en Kurt Waltisperg in 1983 alleen door hun eigen motorpech af en toe te stoppen, maar ze wonnen zes van de acht races en werden met gemak wereldkampioen. De strijd om de tweede plaats was nog wel spannend. Die werd beslist in het voordeel van Egbert Streuer en Bernard Schnieders ten koste van Werner Schwärzel en Andreas Huber. Schwärzel had gekozen voor een Seymaz-chassis, maar kwam er al vroeg in het seizoen achter dat die machine niet opgewassen was tegen de combinaties van Louis Christen.

#### 1984, LCR-Krauser-Yamaha
Aan het begin van het seizoen 1984 kon Biland moeilijk meekomen. Hij had zich op de Formule 2-autoraces gestort en minder tijd gebruikt om zijn zijspancombinatie te prepareren. Hij verweet dat ook aan zijn tuner Romero Folghera, die intussen naar Parisienne was vertrokken. Toch maakte Folghera tijdens het seizoen tijd vrij om Biland te helepen. Toen die de GP van Frankrijk won had hij echter al 25 punten achterstand op Egbert Streuer. Biland won ook de TT van Assen, waar Streuer tweede werd. In de GP van België vielen Streuer en Biland uit, waardoor Werner Schwärzel Streuer tot op twee punten naderde. Biland's kansen waren nu verkeken. In de Britse GP werd hij tweede na een fel gevecht met winnaar Streuer. In de GP van Zweden kon Streuer het zich veroorloven rustig naar de vierde plaats te toeren. Daardoor deed het Krauser-team goede zaken met Biland als eerste, Schwärzel als tweede en Alain Michel als derde. Biland sloot het seizoen als vierde af.

#### 1985, LCR-Krauser-Yamaha/LCR-Krauser

##### Krauser L4
In het seizoen 1985 kwam Mike Krauser met het Krauser L4-blok. dat feitelijk was ontwikkeld door tuner Romero Folghera en Charles Auf der Maur. Biland/Waltisperg trainden al met het nieuwe blok tijdens de GP van Duitsland. Het bleek een seconde langzamer dan het Yamaha-blok, maar bracht toch de derde trainingstijd. In de race (met Yamaha-motor) werd Biland slechts vierde. Hij won met de Yamaha-motor ook de GP van Oostenrijk. Naar de TT van Assen nam hij de Yamaha niet eens mee. Hij trainde echter slechts de elfde tijd met de Krauser. Hij won de race echter alsnog, mede door een bliksemstart die weer te danken was aan de membraaninlaten van het blok. Tijdens de GP van België kon hij geen vuist maken tegen het koppel Egbert Streuer/Bernard Schnieders. Streuer kon de hele race de leiding nemen of houden terwijl hij zelfs nog banden spaarde, maar Biland werd wel tweede en bleef daardoor nipt aan de leiding van het WK, 1 punt voor Werner Schwärzel. Teamgenoot Schwärzel had nog steeds een Yamaha-blok. In de GP van Joegoslavië viel Biland uit door een gebroken drijfstang. Schwärzel en Streuer deden goede zaken en namen de eerste twee WK-plaatsen over. In de Britse Grand Prix gebruikte Biland zijn Yamaha-blok weer, maar hij was een van de vele coureurs die door het slechte weer weigerden te starten, hoewel hij daardoor zijn laatste kans op de wereldtitel om zeep hielp. In de GP van Zweden viel hij uit door een defecte versnellingsbak. Streuer en Schnieders werden voor de tweede keer wereldkampioen. Biland eindigde als derde.

#### 1986, LCR-Krauser
In het seizoen 1986 ging de Krauser L4 steeds meer op de originele Yamaha TZ 500 lijken. Biland monteerde zelfs de normale cilinders die Hans-Jürgen Hümmel voor die blokken maakte. Biland kreeg echter te maken met ernstige betrouwbaarheidsproblemen, waardoor hij slechts drie keer de finish haalde. In de GP van Duitsland werd Biland nog tweede, ruim vijf seconden achter Streuer, die echter verklaarde dat hij nog drie seconden per ronde sneller had kunnen rijden, maar dat hij het zo "leuker voor het publiek vond". Tijdens de trainingen van de GP van Oostenrijk had Biland zo veel technische problemen, dat Alain Michel, die ook op een Krauser-blok wachtte, daar voorlopig maar van af zag. Biland gaf in de race op. Na de opwarmronde van de TT van Assen moest Biland de pit opzoeken met een verbrande koppeling. Met drie ronden achterstand ging hij toch een "schijngevecht" aan met Egbert Streuer. Dat had Streuer in de TT van 1983 precies zo bij hem gedaan en ze vermaakten het publiek ermee. Streuer viel echter uit en Biland werd als vijftiende geklasseerd. De druk was hoog geweest: Mike Krauser had als hoofdsponsor gezegd dat Biland nu eindelijk een race moest uitrijden, anders zou er in België niet eens gestart worden. Tijdens de GP van België was Biland eigenlijk de snelste van het veld, maar hij maakte een stuurfout waardoor hij terugviel naar de elfde plaats. Hij finishte toch nog als vierde. Feitelijk trotseerde hij met zijn deelname de wens van Mike Krauser, die de Krauser L4 op stal wilde laten. Biland moest ook nog aan andere belangen denken, zoals die van zijn persoonlijke sponsor Rothmans International. In de GP van Frankrijk was Biland als snelste weg, maar al na een halve ronde viel hij uit door een gebroken zuigerveer. Aanvankelijk lukte het Rolf Biland tijdens de training voor de Britse Grand Prix niet een snelle ronde te rijden, omdat zijn Krauser steeds bleef vastlopen. Uiteindelijk bracht Egbert Streuer uitkomst door hem te adviseren een drukventiel in de brandstoftoevoer te plaatsen. Biland reed vervolgens de snelste ronde en stond op poleposition, maar hij viel opnieuw uit door een vastloper. Door het ingebouwde drukventiel wist hij tijdens de Zweedse Grand Prix 54 probleemloze trainingsronden te rijden, maar in de race liep de motor opnieuw vast. Tijdens de Preis von Baden-Württemberg werd Biland weliswaar tweede achter Streuer, maar hij maakte een dure fout: hij had voor de finish moeten wachten op teamgenoot Alain Michel, die dan vierde was geworden en de wereldtitel had veroverd. Biland wist echter niet waar Michel in de race reed, want die had een halve minuut achterstand. Nu werd Egbert Streuer opnieuw wereldkampioen. Biland/Waltisperg sloten het seizoen slechts als achtste af.

#### 1987, LCR-Krauser
In het seizoen 1987 was de Krauser L4 heel goed doorontwikkeld. Hij dreef nu de combinaties van Rolf Biland/Kurt Waltisperg, Steve Webster/Tony Hewitt, Alain Michel/Jean-Marc Fresc en René Progin/Yvan Hunziker aan. Het Circuito Permanente de Jerez was een echt autocircuit. Het lag de zijspannen zo goed, dat Rolf Biland met zijn trainingstijd van 1"52'08 op de vijfde startplaats van de 500cc-klasse had gestaan. Hij was ook wel erg veel sneller dan zijn zijspan-collega's. De motor gaf dit keer geen problemen, maar hij viel uit door remproblemen. Tijdens de trainingen voor de GP van Duitsland werd Biland weer achtervolgd door vastlopers en defecte zuigers. Hij kon slechts twee volle ronden rijden en kwalificeerde zich niet voor de race. In de GP van Oostenrijk kwam er eindelijk weer een overwinning, enigszins geholpen doordat Egbert Streuer in een gevecht om de tweede plaats met Alain Michel terecht kwam. In de TT van Assen werd hij vierde. Hij won ook de GP van Frankrijk nadat hij hulp had ingeroepen van tuner/coureur Harald Bartol, maar de achterstand in punten op Webster/Hewitt was al aanzienlijk. Tijdens de GP van Groot-Brittannië vocht Biland om de eerste plaats met Webster, maar hij viel uit door motorproblemen. Tijdens de GP van Zweden kwam hij door een slechte start in het achterveld terecht, maar hij vocht zich terug en won alsnog. Tijdens het gevecht met Webster beschadigde diens zijspanspatbord, maar Webster was vooral woedend omdat hij dacht dat Biland's overwinning hem de wereldtitel zou kosten. Toen hij hoorde dat Streuer was uitgevallen werd de ruzie bijgelegd: Webster/Hewitt waren wereldkampioen. Door een overwinning in de GP van Tsjecho-Slowakije klom Biland naar de derde plaats in het wereldkampioenschap.

#### 1988, LCR-Krauser
In het seizoen 1988 verloor Rolf Biland de sponsoring van Krauser, maar hij gebruikte nog steeds de Krauser L4-motor. Hij had een geweldig seizoen, dat niet eindigde in een wereldtitel. Hij reed bij alle GP's naar poleposition, won zes van de negen races en werd twee keer tweede. Hij ging naar de laatste GP met achttien punten voorsprong op Steve Webster. Een formaliteit: Biland mocht veertiende worden en zou dan nog wereldkampioen zijn. Webster kreeg tijdens de Lucky Strike Racing Day op het circuit van Zandvoort bovendien een tegenslag toen zijn bakkenist Tony Hewitt blessures aan ribben, een voet en een pols opliep. Biland's Krauser-motor was de snelste en betrouwbaarste van het hele veld, maar in de GP van Tsjecho-Slowakije ging zijn versnellingsbak stuk. Webster won en werd met twee punten voorsprong wereldkampioen. Biland was daarmee ook het slachtoffer van de nieuwe puntentelling: met de oude telling zou hij alsnog wereldkampioen zijn geweest.

#### 1989, LCR-Krauser
In het seizoen 1989 speelden de banden een hoofdrol. Voor de zijspannen werden geen speciale banden ontwikkeld: zij gebruikten banden uit de Formule 3. Hier had Biland met zijn 14 inch velgen een voordeel: Yokohama maakte in die maat verschillende compounds, vooral die voor warm en droog weer. Streuer had 13 inch velgen en daar maakte Yokohama die banden niet meer voor. Steve Webster testte zelfs voor Avon en had ook weinig bandenproblemen. In dit seizoen kreeg Biland sponsorgeld van Dow Chemical. Dat was geen overbodige luxe, want het seizoen opende met een dure reis naar de GP van de Verenigde Staten, waar hij met motorpech uitviel. Bovendien reed hij in Engeland (omgerekend) voor 23.000 Euro schade aan zijn camper annex mobiele werkplaats toen hij de doorrijhoogte van een viaduct aanzag voor 4 meter. Het waren echter slechts 4 yards (3,65 meter). In de trainingen van de GP van Duitsland kon hij al geen overtuigende tijd rijden en in de race viel hij al vroeg uit met ontstekingsproblemen. Hij won de GP van Oostenrijk nipt voor Egbert Streuer, maar met meer dan 20 seconden voor de rest van het veld. In de TT van Assen en de Belgische GP werd hij derde. Hij won de Franse GP, waar Steve Webster niet veel weerstand bood omdat Biland geen bedreiging in de WK-stand vormde. In de Britse Grand Prix werd hij derde en hij won de GP van Zweden. In de GP van Tsjecho-Slowakije reed hij zijn wielophanging kapot, wat hem de derde plaats in het WK kostte.

#### 1990, LCR-Krauser
In het seizoen 1990 hadden de rijders met Yokohama-banden (zoals Egbert Streuer en Rolf Biland) nog grotere moeite om de Avon-rijders (zoals Alain Michel en Steve Webster) bij te houden. In de GP van de USA viel Biland op de tweede plaats liggend uit, in de GP van Spanje werd hij ondanks zijn bandenprobleem toch nog derde. Tijdens de Nations GP boekte hij de enige overwinning van het seizoen. In de Duitse GP maakte hij een pitstop om het voorwiel te wisselen, waardoor hij niet verder kwam dan de tiende plaats. In de natte GP van Oostenrijk had Biland weliswaar voordeel van de betere regenbanden van Yokohama, maar zijn motor liep slecht en hij werd slechts vierde, net als in de GP van Joegoslavië. In de TT van Assen werd hij tweede, maar hij gaf toe dat hij profiteerde van het uitvallen van Steve Webster en de motorproblemen van Egbert Streuer. In de natte Belgische Grand Prix viel Biland uit door een defecte bougie. In de Franse GP werd hij als dertiende geklasseerd door een lekke band. In de Britse GP werd hij derde, net als in de Zweedse GP, waar hij een slecht lopende motor door ontstekingsproblemen had. In de GP van Tsjecho-Slowakije werd hij niet geklasseerd omdat hij door een pitstop vijf ronden achterstand opliep. In de GP van Hongarije werd hij tweede. De strijd om de wereldtitel ging tussen Webster en Michel. Webster viel uit en Alain Michel had aan de zesde plaats genoeg om wereldkampioen te worden. Biland sloot het seizoen af als vierde.

##### Gerommel in het team
Aan het einde van het seizoen ontstond er onrust binnen het team van Rolf Biland. Deels werd dit veroorzaakt toen Biland weer contact zocht met technicus Charles auf der Maur. Zijn tuner Fritz Kunz besloot na vijf jaar te vertrekken, maar ook Kurt Waltisperg twijfelde of hij wel door wilde. Hij was pas getrouwd en vader geworden, maar was ook niet blij met de samenwerking met de veel bekritiseerde Auf der Maur. Biland op zijn beurt verklaarde dat een wisseling van bakkenist best wel goed kon zijn. Het was Egbert Streuer, Steve Webster en Alain Michel ook gelukt.

#### 1991, LCR-ADM
In het seizoen 1991 ging Biland inderdaad in zee met ADM, maar Waltisperg had besloten gewoon te blijven. Het seizoen begon slecht: tijdens de trainingen van de Amerikaanse GP brak Biland een sleutelbeen. Met was aanpassingen aan de machine werd hij toch nog vierde, maar hij zou nog lang last hebben van zijn schouder. In de Spaanse GP werd hij eveneens vierde en hij viel uit in de Italiaanse GP viel hij uit door een defecte koppeling. In de tweede helft van het seizoen ging het aanmerkelijk beter. De ADM-motor was snel en betrouwbaar en Biland was fitter dan ooit. In de Duitse GP werd hij derde, in de GP van Oostenrijk tweede en in de GP van Europa vierde. Tijdens de TT van Assen werd hij tweede. Na de Dutch TT kon Biland door een bevriende relatie een paar dagen over een windtunnel beschikken. Hij liet een nieuwe stroomlijnkuip bouwen en won vervolgens de GP van Frankrijk en de Britse Grand Prix. Voor de start van de GP van San Marino maakte Biland een dure fout. Hij monteerde andere sproeiers omdat hij bang was dat hij bij de start niet goed weg zou komen. Hij had desalniettemin een slechte start en moest bovendien een pitstop maken om de sproeiers weer te vervangen. Daardoor werd hij niet geklasseerd. Geldschieter en technicus Auf der Maur was hier woedend over, omdat Biland zijn kans op de wereldtitel verspeelde. Hij won vervolgens de Grand Prix-van Tsjecho-Slowakije, maar Steve Webster had met de derde plaats de beste kans om wereldkampioen te worden. De overwinning van Biland in de GP van Le Mans kon Webster dan ook niet van de wereldtitel afhouden, maar Biland had een uitstekend seizoen dat hij als tweede afsloot.

#### 1992, LCR-Krauser (vijfde wereldtitel)
In het seizoen 1992 kwam het wereldkampioenschap wegrace in handen van Bernie Ecclestone (Two Wheel Promotion) v.w.b. de verkoop van races aan organisatoren en Dorna Sports v.w.b. de televisierechten. Dat had vooral voor de zijspancoureurs grote gevolgen. Ecclestone had alleen belangstelling voor de soloklassen en de zijspanklasse verloor veel van haar races. De FIM, nog steeds eindverantwoordelijk voor het WK, eiste van Ecclestone dat de zijspannen ten minste acht races zouden behouden. De organisatoren moesten daarvoor echter zelf 125.000 dollar per race betalen. In veel gevallen reisden de zijspancoureurs af naar een Grand Prix zonder zeker te zijn van een start en dus ook de start- en prijzengelden. Eind februari was er nog niet eens een GP-kalender. Ecclestone liet een aantal GP's vervallen, zoals de GP van de USA, de GP van Hongarije en de GP van San Marino. Andere races verhuisden naar Formule 1-circuits. Ecclestone had echter al moeite om GP's aan organisatoren te verkopen, maar de zijspanklasse was in slechts enkele landen populair en kreeg slechts zeven wedstrijden, waarvan de laatste in het kader van het Nederlands kampioenschap wegrace werd verreden. Twee dagen voor de TT van Assen was er nog geen financiële vergoeding voor de zijspanrijders. Er vond een gesprek plaats tussen Jos Vaessen (FIM) en Steve Webster (rijdersvertegenwoordiger). De FIM stelde zich garant voor 100.000 dollar en de ROPA (vereniging van organisatoren) legde voorlopig 70.000 Zwitserse frank in het vooruitzicht, maar het publiek scandeerde leuzen tegen Ecclestone en Vaessen en zwaaide ook met spandoeken.
Biland was qua sponsoring nu de teamgenoot van Egbert Streuer, want allebei hadden ze sponsoring van het sigarettenmerk Hollywood (British American Tobacco). Hij begon slecht aan het seizoen. In de GP van Spanje viel hij uit door een verdraaide krukas en in de Duitse Grand Prix werd hij slechts achtste doordat zijn aandrijfketting over het achtertandwiel sprong. Hij won echter de TT van Assen, de GP van Hongarije, de GP van Frankrijk en de Britse Grand Prix. Hierdoor stond hij nog slechts 9 punten achter Steve Webster in het WK. De zijspannen gingen onder druk van de Britse coureurs niet naar de GP van Brazilië en ook niet naar de GP van Zuid-Afrika, waardoor er een vervangende wedstrijd moest worden gevonden. Dat werd de Superbike-race, die op 13 september in Assen werd verreden. Vooral Streuer en Biland werden gedupeerd door het uitvallen van de Braziliaanse Grand Prix. Hun sponsor Hollywood richtte zich op de Braziliaanse markt en bovendien had Biland nu veel minder kans om Webster nog in te halen. Veel Europese rijders besloten steun te verlenen aan Biland. Er werd zelfs een plan gesmeed: Biland zou de leiding nemen en Webster zou opgehouden worden door Streuer, Markus Egloff, Paul Güdel en Klaus Klaffenböck. Dat plan mislukte en de kopgroep bestond uit Streuer, Biland en Webster, die op de wereldtitel leek af te stevenen. Hij viel echter uit door een afgebroken boutje in zijn schakelstang, waardoor Biland aan de tweede plaats genoeg had voor zijn vijfde wereldtitel.

#### 1993, LCR-Krauser (zesde wereldtitel)
Voor het seizoen 1993 kregen de zijspannen negen wedstrijden toegewezen, waarvan slechts vijf tijdens officiële Grands Prix. De overige wedstrijden reden ze samen met het Wereldkampioenschap superbike. Pas drie dagen voor de eerste race in Duitsland hoorden Biland en Streuer dat hun sponsor Hollywood zou stoppen. Biland had onder zijn fans echter een verloting opgezet waardoor hij toch kon deelnemen. Biland kreeg snel nieuwe sponsoring van het alcoholvrije biermerk Schlossgold. Voor het overige waren er nu goed financiële afspraken voor de zijspanklasse waardoor het seizoen zonder problemen kon verlopen. In de eerste race op de Hockenheimring in Duitsland werd Biland tweede achter Webster, nadat ze samengewerkt hadden om een voorsprong op de rest van het veld op te bouwen. De tweede race vond plaats tijdens de GP van Duitsland, opnieuw op de Hockenheimring. Biland leidde de race van start tot finish, terwijl Webster slechts veertiende werd. Ook tijdens de TT van Assen won Biland onbedreigd. De race met de Superbikes in Oostenrijk werd wegens regenval afgelast, maar in Tsjechië won Biland opnieuw terwijl Webster slechts vijfde werd. Tijdens de Britse Grand Prix besloot Biland Webster gewoon te volgen, maar die viel uit waardoor Biland opnieuw won. Toen de zijspanrijders in Zweden opnieuw samen met de superbikes reden, moesten er nog twee races volgen. Webster won de race, maar omdat Biland tweede werd had hij nu al 54 punten voorsprong op Klaus Klaffenböck/Christian Parzer die niet meer ingehaald konden worden. Biland/Waltisperg waren dus opnieuw wereldkampioen. Ze wonnen ook nog de Tsjechische Grand Prix en de GP van de FIM.

#### 1994, LCR-Krauser/LCR Swissauto (zevende wereldtitel)
Aan het begin van het seizoen 1994 kwam Biland nog met de LCR-Krauser aan de start, maar er werd al hard gewerkt aan de Swissauto V4.
In de eerste race op Donington Park weigerde de achterrem, waardoor Biland en Waltisperg van de baan vlogen. Zij mankeerden niets, maar de LCR was zwaar beschadigd.
Ze wonnen de Duitse Grand Prix en de TT van Assen met de LCR-Krauser. In de race in Oostenrijk kwam Biland vermogen tekort en had ontstekingsproblemen en finishte als derde. Biland won ook de Britse Grand Prix, maar moest toegeven dat dat niet was gelukt als de combinatie Darren Dixon/Andy Hetherington niet was uitgevallen. Biland won vervolgens de GP van Tsjechië. Hij had nu al 42 punten voorsprong op Steve Webster, waardoor de wereldtitel hem bijna niet kon ontgaan. In Assen won Biland opnieuw en daardoor was hij zeker van zijn zevende wereldtitel. In de GP van Europa startte hij eindelijk met de Swissauto V4, die zowel in de trainingen als de race snel bleek, maar hij viel uit door ontstekingsproblemen.

#### 1995, LCR-BRM
In het seizoen 1995 kreeg Swissauto financiële steun van BRM (Büchel Renn Motoren). Daardoor veranderde de merknaam in BRM. De BRM-zijspancombinaties werden als productieracer verkocht en werden nu ook gebruikt door de broers Tony en Kilian Wyssen, Ralph Bohnhorst/Peter Brown, Klaus Klaffenböck/Christian Parzer en Paul en Charly Güdel. De machine bleek echter nog erg onbetrouwbaar. In de Duitse Grand Prix vielen ze allemaal uit. In de GP van Italië brak bij Biland het schakelpedaal af en in de TT van Assen ging de versnellingsbak stuk. Daarna waren de problemen - althans voor Biland - voorbij. Hij won de Franse GP, de Britse GP, de Tsjechische GP en de Grand Prix van Europa, maar eindigde in het WK als tweede omdat hij de combinatie Darren Dixon/Andy Hetherington (Windle-ADM) niet meer kon achterhalen.

#### 1996, LCR-BRM
Biland begon het seizoen 1996 als enige met een powervalve in zijn BRM-motor. Deze powervalve werd indertijd ook gebruikt op de experimentele ELF-Swissauto. Maar hij gebruikte ook als enige Michelin-banden, waardoor hij het extra vermogen niet kwijt kon. Daardoor moest hij in de GP van Italië halverwege de leiding afstaan en hij finishte slechts als vierde. Hij testte nieuwe Michelin-banden in Mugello, maar tijdens de TT van Assen gebruikte hij net als bijna iedereen weer Yokohama-banden. Daarmee kon hij lang de strijd aangaan met Darren Dixon. Het was een hevige strijd, en bij Mandeveen botsten beide combinaties, reden het gras in en beide bakkenisten vielen uit hun zijspan. Ze konden snel weer op weg en Dixon reed naar de overwinning, maar Biland's combinatie was zwaar beschadigd en hij finishte als zesde. Ook in de Duitse GP werd Biland slechts zesde, geplaagd door ontstekingsproblemen. In de Britse Grand Prix werd Biland weliswaar tweede, maar hij kon geen vuist maken tegen Darren Dixon en werd geholpen door het uitvallen van Steve Abbott. In de natte Oostenrijkse Grand Prix leidde Biland enige tijd, maar hij vergde te veel van zijn regenbanden en werd slechts derde. In de eveneens natte Tsjechische Grand Prix speelde de bandenkeuze een grote rol. Biland koos voor regenbanden en hij won de race. Darren Dixon moest om wereldkampioen te worden voor Paul Güdel finishen en dat lukte omdat Güdel motorproblemen kreeg en ver terugviel. Biland stond op dit moment slechts vierde in het wereldkampioenschap, met slechts vijf punten achterstand op tweede man Steve Webster. Biland won vervolgens de GP van Catalonië, waardoor hij het WK als tweede afsloot.

#### Einde carrière
Al voor aanvang van het seizoen 1996 had Biland een contract voor 1997 met bierbrouwer Schlossgold, maar hij zou niet meer aan de start komen. Mogelijk had dit te maken met het feit dat het contract tussen de FIM en de International Sidecar Racers Association (ISRA) niet werd verlengd. Daardoor kwamen de zijspannen niet meer aan de start tijdens het wereldkampioenschap wegrace. Bovendien was Rolf Biland al 45 jaar oud. Hij begon een eigen bedrijf, Bilandevents, dat toertochten met quads organiseert, maar ook karts verhuurt, racecursussen met karts organiseert en met de LCR-BRM V4 klanten ook de gelegenheid biedt om als bakkenist over het circuit te gaan. Daarnaast worden wakeboard-, waterski- en barefoot ski-cursussen verzorgd.

#### Wereldkampioenschap wegrace resultaten
|         | 1e | 2e | 3e | 4e | 5e | 6e | 7e | 8e | 9e | 10e |
| Punten: | 15 | 12 | 10 | 8  | 6  | 5  | 4  | 3  | 2  | 1   |

|         | 1e | 2e | 3e | 4e | 5e | 6e | 7e | 8e | 9e | 10e | 11e | 12e | 13e | 14e | 15e |
| Punten: | 20 | 17 | 15 | 13 | 11 | 10 | 9  | 8  | 7  | 6   | 5   | 4   | 3   | 2   | 1   |

|         | 1e | 2e | 3e | 4e | 5e | 6e | 7e | 8e | 9e | 10e |
| Punten: | 20 | 15 | 12 | 10 | 8  | 6  | 4  | 3  | 2  | 1   |

|         | 1e | 2e | 3e | 4e | 5e | 6e | 7e | 8e | 9e | 10e | 11e | 12e | 13e | 14e | 15e |
| Punten: | 25 | 20 | 16 | 14 | 11 | 10 | 9  | 8  | 7  | 6   | 5   | 4   | 3   | 2   | 1   |

(Races in vet zijn polepositions; races in cursief geven de snelste ronde aan)
| Jaar | Klasse      | Bakkenist                        | Team        | Chassis | Motor         | 1     | 2       | 3       | 4       | 5        | 6       | 7       | 8       | 9        | 10      | 11      | 12      | 13      | 14      | 15    | Pnt. | Plaats | Wereldkampioen                                                                        |
| ---- | ----------- | -------------------------------- | ----------- | ------- | ------------- | ----- | ------- | ------- | ------- | -------- | ------- | ------- | ------- | -------- | ------- | ------- | ------- | ------- | ------- | ----- | ---- | ------ | ------------------------------------------------------------------------------------- |
| 1974 | Zijspan     | Freddy Freiburghaus              | Privé       | CAT     | Crescent      | FRA - | DUI -   | OOS 8   | NAT 2   | IOM -    | NED -   | BEL -   |         |          | TSJ -   |         |         |         |         |       | 15   | 9e     | Klaus Enders/ Ralf Engelhardt, Busch Spezial-BMW RS54                                 |
| 1975 | Zijspan     | Freddy Freiburghaus/ Bernd Grube | Privé       | Seymaz  | Yamaha TZ 500 | FRA - |         | OOS 8   | DUI 1   | NAT afg. | IOM -   | NED 2   | BEL DNF |          |         | TSJ -   |         |         |         |       | 30   | 3e     | Rolf Steinhausen/ Josef Huber, Busch-König                                            |
| 1976 | Zijspan     | Kenny Williams                   | Privé       | Seymaz  | Yamaha TZ 500 | FRA 1 | OOS DNF |         |         | IOM -    | NED DNF | BEL -   |         |          | TSJ 3   | DUI 4   |         |         |         |       | 33   | 4e     | Rolf Steinhausen/ Josef Huber, Busch-König                                            |
| 1977 | Zijspan     | Kenny Williams                   | Privé       | Schmid  | Yamaha TZ 500 |       | OOS 1   | DUI 1   |         |          | FRA DNF |         | NED 1   | BEL DNF  |         |         | TSJ 4   | GB 8    |         |       | 56   | 2e     | George O'Dell/ Kenny Arthur/ Cliff Holland, Windle-Yamaha TZ 500/Seymaz-Yamaha TZ 500 |
| 1978 | Zijspan     | Kenny Williams                   | Privé       | TTM     | Yamaha TZ 500 |       |         | OOS 1   |         |          |         | BEL 3   |         |          |         |         | TSJ 2   |         |         |       | 79   | 1e     | Rolf Biland/ Kenneth Williams, TTM-Yamaha TZ 500/BEO-Yamaha TZ 500                    |
| 1978 | Zijspan     | Kenny Williams                   | Privé       | BEO     | Yamaha TZ 500 |       |         |         | FRA 1   | NAT 1    | NED DNF |         |         |          | GB 2    | DUI DNF |         |         |         |       | 79   | 1e     | Rolf Biland/ Kenneth Williams, TTM-Yamaha TZ 500/BEO-Yamaha TZ 500                    |
| 1979 | Zijspan B2A | Kurt Waltisperg                  | Privé       | Schmid  | Yamaha TZ 500 |       | OOS DNS | DUI DNS |         |          |         | NED 1   | BEL 2   | ZWE 3    |         | GB 1    | TSJ 1   |         |         |       | 67   | 1e     | Rolf Biland/ Kurt Waltisperg, Schmid-Yamaha TZ 500                                    |
| 1979 | Zijspan B2B | Kurt Waltisperg                  | Privé       | LCR     | Yamaha TZ 500 |       | OOS 1   |         | FRA 1   |          |         |         |         |          |         | GB DNF  | DUI 1   | FRA 1   | NED DNS |       | 60   | 2e     | Bruno Holzer/ Karl Meierhans, LCR-Yamaha TZ 500                                       |
| 1980 | Zijspan     | Kurt Waltisperg                  | Krauser     | LCR     | Yamaha TZ 500 |       |         | FRA 1   | JOE 1   | NED DNF  | BEL 3   | FIN 4   | GB DNF  | TSJ 1    | DUI DNF |         |         |         |         |       | 63   | 2e     | Jock Taylor/ Benga Johansson, Windle-Yamaha TZ 500                                    |
| 1981 | Zijspan     | Kurt Waltisperg                  | Krauser     | LCR     | Yamaha TZ 500 |       | OOS 2   | DUI DNF |         | FRA 1    | SPA 1   |         | NED 3   | BEL 1    |         | GB 1    | FIN 1   | ZWE 1   | TSJ 1   |       | 127  | 1e     | Rolf Biland/ Kurt Waltisperg, LCR-Krauser-Yamaha TZ 500                               |
| 1982 | Zijspan     | Kurt Waltisperg                  | Krauser     | LCR     | Yamaha TZ 500 |       | OOS 1   |         |         |          | NED 1   | BEL 1   |         | GB DNF   | ZWE 1   | FIN 1   | TSJ DNF | SM DNS  | DUI 1   |       | 82,5 | 2e     | Werner Schwärzel/ Andreas Huber, Krauser-Seymaz-Yamaha TZ 500                         |
| 1983 | Zijspan     | Kurt Waltisperg                  | Krauser     | LCR     | Yamaha TZ 500 |       | FRA 1   |         | DUI DNF |          | OOS 1   |         | NED 1   | BEL 1    | GB 4    | ZWE 1   | SM 1    |         |         |       | 98   | 1e     | Rolf Biland/ Kurt Waltisperg, LCR-Krauser-Yamaha TZ 500                               |
| 1984 | Zijspan     | Kurt Waltisperg                  | Krauser     | LCR     | Yamaha TZ 500 |       |         |         | OOS DNF | DUI DNF  | FRA 1   |         | NED 1   | BEL DNF  | GB 2    | ZWE 1   |         |         |         |       | 57   | 4e     | Egbert Streuer/ Bernard Schnieders, LCR-Yamaha TZ 500                                 |
| 1985 | Zijspan     | Kurt Waltisperg                  | Krauser     | LCR     | Yamaha TZ 500 |       |         | DUI 4   |         | OOS 1    |         |         |         |          | GB afg. | ZWE DNF |         |         |         |       | 50   | 3e     | Egbert Streuer/ Bernard Schnieders, LCR-Yamaha TZ 500                                 |
| 1985 | Zijspan     | Kurt Waltisperg                  | Krauser     | LCR     | Krauser L4    |       |         |         |         |          |         | NED 1   | BEL 2   | FRA DNF  |         |         |         |         |         |       | 50   | 3e     | Egbert Streuer/ Bernard Schnieders, LCR-Yamaha TZ 500                                 |
| 1986 | Zijspan     | Kurt Waltisperg                  | Krauser     | LCR     | Krauser L4    |       |         | DUI 2   | OOS DNF |          | NED DNF | BEL 4   | FRA DNF | GB DNF   | ZWE DNF |         | BWü 2   |         |         |       | 32   | 8e     | Egbert Streuer/ Bernard Schnieders, LCR-Yamaha TZ 500                                 |
| 1987 | Zijspan     | Kurt Waltisperg                  | Krauser     | LCR     | Krauser L4    |       | SPA DNF | DUI DNQ |         | OOS 1    |         | NED 4   | FRA 1   | GB DNF   | ZWE 1   | TSJ 1   |         |         |         |       | 68   | 3e     | Steve Webster/ Tony Hewitt, LCR-Krauser L4                                            |
| 1988 | Zijspan     | Kurt Waltisperg                  | Privé       | LCR     | Krauser L4    |       |         |         | E'92 1  |          | DUI 1   | OOS 1   | NED 1   | BEL 1    |         | FRA 1   | GB 2    | ZWE 2   | TSJ DNF |       | 154  | 2e     | Steve Webster/ Tony Hewitt/ Gavin Simmons, Silkolene-LCR-Krauser L4                   |
| 1989 | Zijspan     | Kurt Waltisperg                  | Dow         | LCR     | Krauser L4    |       |         | USA DNF |         |          | DUI DNF | OOS 1   |         | NED 3    | BEL 3   | FRA 1   | GB 3    | ZWE 1   | TSJ DNF |       | 105  | 4e     | Steve Webster/ Tony Hewitt, Brown-Silkolene-LCR-Krauser L4                            |
| 1990 | Zijspan     | Kurt Waltisperg                  | Dow         | LCR     | Krauser L4    |       | USA DNF | SPA 3   | NAT 1   | DUI 10   | OOS 4   | JOE 4   | NED 2   | BEL DNF  | FRA 13  | GB 3    | ZWE 3   | TSJ DNF | HON 2   |       | 134  | 4e     | Alain Michel/ Simon Birchall, LCR-Krauser L4                                          |
| 1991 | Zijspan     | Kurt Waltisperg                  | ADM         | LCR     | ADM           |       |         | USA 4   | SPA 4   | ITA DNF  | DUI 3   | OOS 2   | EUR 4   | NED 2    | FRA 1   | GB 1    | SM DNF  | TSJ 1   | LM 1    |       | 186  | 2e     | Steve Webster/ Gavin Simmons, LCR-Krauser L4                                          |
| 1992 | Zijspan     | Kurt Waltisperg                  | Hollywood   | LCR     | Krauser L4    |       |         |         | SPA DNF |          |         | DUI 8   | NED 1   | HON 1    | FRA 1   | GB 1    |         | NED 2   |         |       | 98   | 1e     | Rolf Biland/ Kurt Waltisperg, LCR-Krauser L4                                          |
| 1993 | Zijspan     | Kurt Waltisperg                  | Schlossgold | LCR     | Krauser L4    |       |         |         | DUI 2   |          | DUI 1   | NED 1   |         | OOS afg. | TSJ 1   |         | GB 1    | ZWE 2   | TSJ 1   | FIM 1 | 190  | 1e     | Rolf Biland/ Kurt Waltisperg, LCR-Krauser L4                                          |
| 1994 | Zijspan     | Kurt Waltisperg                  | Schlossgold | LCR     | Krauser L4    |       |         | GB DNF  |         |          | DUI 1   | NED 1   |         |          | OOS 3   | GB 1    | TSJ 1   | NED 1   |         |       | 141  | 1e     | Rolf Biland/ Kurt Waltisperg, LCR-Krauser L4/LCR-Swissauto V4                         |
| 1994 | Zijspan     | Kurt Waltisperg                  | Schlossgold | LCR     | Swissauto V4  |       |         |         |         |          |         |         |         |          |         |         |         |         | EUR DNF |       | 141  | 1e     | Rolf Biland/ Kurt Waltisperg, LCR-Krauser L4/LCR-Swissauto V4                         |
| 1995 | Zijspan     | Kurt Waltisperg                  | Schlossgold | LCR     | BRM V4        |       |         |         |         | DUI DNF  | ITA DNF | NED DNF | FRA 1   | GB 1     | TSJ 1   |         |         | EUR 1   |         |       | 100  | 2e     | Darren Dixon/ Andy Hetherington, Windle-ADM                                           |
| 1996 | Zijspan     | Kurt Waltisperg                  | Schlossgold | LCR     | BRM V4        |       |         |         |         | ITA 4    |         | NED 6   | DUI 6   | GB 2     | OOS 3   | TSJ 1   |         | CAT 1   |         |       | 119  | 2e     | Darren Dixon/ Andy Hetherington, Windle-ADM                                           |

### Isle of Man TT
Biland startte pas in 1977 voor het eerst in de TT van Man. Waarschijnlijk was dat onder invloed van Bakkenist Kenny Williams, die daar al eerder deelgenomen had als bijrijder van Dennis Keen en Mick Boddice. In dat eerste jaar behaalde hij ook zijn beste resultaat, tweede in de tweede manche van de Sidecar TT. Na 1980 verscheen hij niet meer op het eiland Man.

#### Isle of Man TT resultaten
| Jaar | Klasse             | Bakkenist       | Motorfiets                | Plaats | Winnaar                                                  |
| ---- | ------------------ | --------------- | ------------------------- | ------ | -------------------------------------------------------- |
| 1977 | Sidecar TT Leg One | Kenny Williams  | Schmid-Yamaha TZ 500      | DNF    | George O'Dell/ Kenny Arthur, Windle-Yamaha TZ 500        |
| 1977 | Sidecar TT Leg Two | Kenny Williams  | Schmid-Yamaha TZ 500      | 2      | Malcolm Hobson/ Stu Collins, Ham-Yamaha TZ 500           |
| 1978 | Sidecar TT Leg One | Kenny Williams  | TTM-Yamaha TZ 500         | DNF    | Dick Grasley/ Gordon Russell, Busch-Yamaha TZ 500        |
| 1978 | Sidecar TT Leg Two | Kenny Williams  | TTM-Yamaha TZ 500         | DNS    | Rolf Steinhausen/ Wolfgang Kalauch, Seymaz-Yamaha TZ 500 |
| 1979 | Sidecar TT Leg One | Kurt Waltisperg | Busch-TTM-Yamaha TZ 500   | 9      | Trevor Ireson/ Clive Pollington, Yamaha TZ 500           |
| 1979 | Sidecar TT Leg Two | Kurt Waltisperg | Busch-TTM-Yamaha TZ 500   | 8      | Trevor Ireson/ Clive Pollington, Yamaha TZ 500           |
| 1980 | Sidecar TT Leg One | Kurt Waltisperg | Krauser-LCR-Yamaha TZ 500 | DNF    | Trevor Ireson/ Clive Pollington, Ireson-Yamaha TZ 500    |
| 1980 | Sidecar TT Leg Two | Kurt Waltisperg | Krauser-LCR-Yamaha TZ 500 | DNS    | Jock Taylor/ Benga Johansson, Windle-Yamaha TZ 500       |